# Supertramp
Supertramp (чит. Су́пертрэмп) (в переводе: «Супербродяга») — британская рок-группа, чью музыку относят к направлению прогрессивный рок. Образована Риком Дэвисом и Роджером Ходжсоном в 1969 году. Ранний период творчества группы отмечен амбициозными концептуальными альбомами, в то время как наибольшую популярность ей принесли более поздние хиты, среди которых «Breakfast in America», «Dreamer», «Goodbye Stranger», «Give A Little Bit» и «The Logical Song».

## История группы

### Начало
Певец, клавишник и барабанщик Рик Дэвис собрал свою группу в августе 1969 года разместив объявление в газете Melody Maker. Осуществился этот проект при финансовой поддержке голландского миллионера Стенли Огоста Мизегаса (Stanley August Miesegaes).
В первый состав входили: певец, гитарист и клавишник Роджер Ходжсон, гитарист и певец Ричард Палмер и Роберт Миллар (перкуссия, губная гармоника). Изначально Роджер Ходжсон пел и играл на бас-гитаре (и, кроме того, на гитаре, виолончели и флейте). Группа носила название Daddy с августа 1969 по январь 1970, после чего название сменили на Supertramp, что было взято из книги Уильяма Генри Дэвиса «The Autobiography of a Super-Tramp», опубликованной в 1908 году.

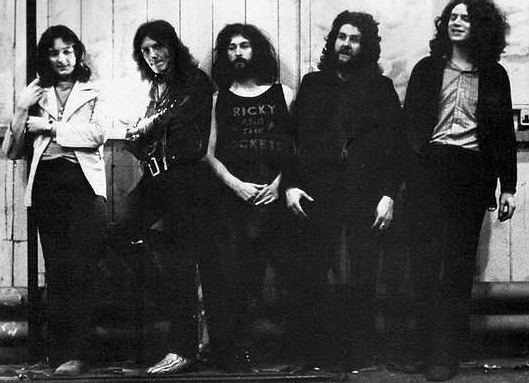
Supertramp в 1971 г.

Они были одной из первых групп подписанных британским отделением лейбла A&M Records. Первый альбом, Supertramp, был выпущен 14 июля 1970 года в Великобритании и Канаде (в США официально выпущен только в 1977 году). Альбом не пользовался популярностью, и лишь немногие критики обратили внимание на их первую работу. Дейв Винтроп (Dave Winthrop, саксофон, флейта) присоединился к группе после выпуска первой пластинки и Supertramp получил возможность выступить на фестивале на острове Уайт (Isle Of Wight Festival) в 1970 году. Через полгода команду покинул Ричард Палмер, у Роберта Миллара случился нервный срыв. На следующем альбоме, Indelibly Stamped, выпущенном в июне 1971 года (в Великобритании и США), Фрэнк Фаррелл (Frank Farrell, бас-гитара) и Кевин Курри (Kevin Currie, перкуссия) заменили Палмера и Миллара, Роджер Ходжсон же переключился на гитару. Ходжсон предложил, чтобы в группе было  два вокалиста, и Рик Дэвис стал исполнять вокальные партии наряду с Ходжсоном.  Альбом отличал несколько более коммерческий подход, запоминающаяся обложка. Несмотря на это, продажи не улучшились, более того, альбом продавался хуже дебютного. В начале 1972 года, группа лишилась финансовой помощи в лице Мизегаса. Постепенно группу покинули все, кроме Ходжсона и Дэвиса.
Позднее, во время пика популярности группы, эти два альбома были переизданы, что было с радостью встречено старыми фанатами группы. Первый альбом имеет мало общего с будущими хитами группы, отличаясь лиричностью и меланхолией. Во втором альбоме зачастую можно услышать задатки будущих популярных мелодий группы, прослушивается фирменное звучание группы.

### Первый успех и коммерческий прорыв
В конце 1972, убежденные продолжать, Дэвис и Ходжсон занялись поиском замены ушедших музыкантов, что привело в их группу Дуги Томсона (Dougie Thomson, бас-гитара), который играл в группе почти год, перед тем как прослушивания продолжились. В 1973 в группе появились Боб Зибенберг (Bob Siebenberg, барабаны) и Джон Хелливелл (John Helliwell, саксофон, кларнет, клавишные, бэк-вокал). Этот состав группы принято считать классическим. Ходжсон зачастую стал использовать акустическую гитару и электрическое фортепиано в собственных композициях. Классическое фортепиано группы — Wurlitzer electric piano (модель 200A), с его легко-отличимым ярким звуком и кусающим перегрузом.
Потерянный сингл, «Land Ho», был первой записью нового Supertramp. Он не был включен в альбом «Crime of the Century» и никогда не издавался в своей оригинальной форме.
Crime of the Century, выпущенный в сентябре 1974 года стал началом успеха группы, как в коммерческом плане, так и у критиков. Альбом достиг четвёртого места в Британии, не в последнюю очередь благодаря  открывающей его контркультурной песни «School», и сингла «Dreamer», попавшего в топ-10. Вторая сторона содержала в себе сингл «Bloody Well Right», заслуживший место в Американском топ-40 в мае 1975, попав на 35 место.  Зибенберг называл этот альбом пиком творчества Supertramp, несмотря на то, что больший коммерческий успех пришёл позднее.
Группа продолжила своё творчество альбомом Crisis? What Crisis?, выпущенным в ноябре 1975 года. Он был принят хорошо, хотя и не завоевал ошеломляющего коммерческого успеха. Последовавший за ним, Even in the Quietest Moments, выпущенный в Апреле 1977 года дал хит-сингл Give a Little Bit (#15 в США) и Fool’s Overture, популярную на радио. В этот период группа сменила место жительства на Соединенные Штаты и постепенно ушла от прог-роковых корней к более ориентированному на поп-рок звучанию.
Наибольший коммерческий успех принес альбом Breakfast in America, появившийся в Марте 1979 года, попавший на третье место в Британских чартах и на первое в США. Вместе с ним успешны были и синглы — «The Logical Song» (#6 в США), «Take the Long Way Home» (#10 в США), «Goodbye Stranger» (#15 в США), и «Breakfast in America» (#9 в Великобритании). По всему миру было продано более 18 миллионов копий этого альбома.
На волне успеха группа выпустила двойной альбом Paris с записью концерта 1980 года в Париже . Вместо того, чтобы фокусироваться на невероятно популярном Breakfast in America, этот "двойник" включал в себя почти весь материал пластинки Crime of the Century, ещё раз подчеркивая, насколько был важен этот альбом в развитии группы. Первоначально предполагалось, что запись будет сделана в городе Квебек,в Канаде, но функционеры A&M решили, что это должен быть «более мейнстримовый город». Кроме того, в 1980 композиция «Dreamer» была наконец-то выпущена синглом в США, где попала на 15 место.

### После успеха
Несмотря на то, что авторство песен группы приписывалось как Роджеру Ходжсону, так и Рику Дэвису, оба писали отдельно. Вокальные особенности и композиционные предпочтения и стилистика Ходжсона и Дэвиса сильно различаясь, добавляли альбому необходимые краски. Особенностью группы являлся контраст между несколько приближенной к блюзу тематикой и стилистикой Дэвиса, подкрепленной его необычным, хрипловатым тенором («Another Man’s Woman», «From Now On», «Goodbye Stranger»), и задумчивыми наблюдениями и размышлениями Ходжсона, подчеркиваемыми его легко-отличимым высоким голосом («Dreamer», «School», «Fool’s Overture», «The Logical Song»). Ходжсон покинул группу после тура в поддержку следующего альбома группы, названного ...Famous Last Words...(1982), в списке композиций которого значились «It’s Raining Again» (Топ-20) и «My Kind of Lady».(Топ-40).
В интервью в 90-х Ходжсон заявил, что семья была главной причиной его ухода из группы. Также он отметил, что в момент его ухода его жена не ладила с женой Дэвиса, и это перерастало в большой конфликт в группе. Более того, Ходжсон сказал, что никаких личных или профессиональных проблем между ним и Дэвисом не было.
Покинув группу в 1983 году, Ходжсон начал сольную карьеру. Его большим хитом стала песня «Had A Dream (Sleeping With the Enemy)» с первого сольного альбома In the Eye of the Storm, датированного 1984 годом.
Группа, возглавляемая Дэвисом, выпустила новый альбом, названный Brother Where You Bound в 1985 году. Композиция «Cannonball» попала в Топ-30, а заглавный трек представлял собой 16-минутный эпос на тему «холодной войны», украшенный гитарными соло Дэвида Гилмора. Альбом взобрался на 21 место в американских чартах. В 1987 году на свет появился Free As A Bird, состоящий из простых, классических рок-тем Дэвиса, в том числе «I’m Beggin' You», попавшая на вершину Американских Танцевальных чартов, что стало необычным достижением для прог-рок-группы.
После тура 1988 года Томсон ушёл из группы из-за разногласий с Дэвисом насчет исполнения композиций, сочиненных Ходжсоном, на концертах Supertramp. Одним из условий, позволявших Дэвису сохранять права на название группы, был отказ от исполнения песен Ходжсона на концертах. Сам Ходжсон был потрясен, узнав, что группа по-прежнему играет его хиты, такие как «Take the Long Way Home» и «The Logical Song», где его партии пел Марк Харт (Mark Hart) из Crowded House. Когда группа объединялась в 1996 году, Томсон отклонил приглашение о возвращении.
14 Апреля 1993 года Дэвис, Ходжсон и Хелливелл собрались на ужине, посвященном уходу на пенсию одного из основателей компании A&M Джерри Мосса (Jerry Moss). После этого Дэвис и Ходжсон вновь стали работать вместе, но постепенно Ходжсон покинул проект. В своих интервью он заявлял, что главной причиной его нежелания возвратиться в Supertramp была жена Дэвиса, Сьюзан, вмешивающаяся в дела группы. Сьюзан работала в Отделе по работе с музыкантами в A&M и помогала им переезжать в Лос-Анджелес в середине 70-х. Вскоре у них завязался роман и она, покинув свой пост в A&M, стала менеджером группы. Дэвис отказался отстранить жену от дел группы, и с тех пор Ходжсон и Дэвис не работали вместе.
В 1996 году Дэвис собрал Supertramp с бывшими участниками Хелливеллом, Зибенбергом и Хартом, добавив нескольких новых музыкантов. Плодом работ стал альбом Some Things Never Change, выпущенный в марте 1997. В тот же самый год увидел свет и Rites of Passage, первый сольный альбом Ходжсона со времен Hai Hai в 1987. Это был концертный альбом, включавший как новые работы Ходжсона, так и старые хиты — «Take the Long Way Home», «The Logical Song» и «Give a Little Bit».
Двумя годами позже обновленный Supertramp выпустил новый концертный альбом, It Was The Best Of Times, в то время как Роджер подарил миру новый студийный — Open The Door. Другой концертник, Is Everybody Listening?, запись Supertramp в Royal Albert Hall 1975 года, был издан в 2001.
В начале 2002 вышел в свет другой альбом Дэвиса и группы, под названием Slow Motion, в 2003 — документальный DVD «The Story So Far». Очередная попытка объединить группу с Ходжсоном обернулась неудачей в 2005.

## Состав

### Текущий состав
- Рик Дэвис — вокал, клавишные, губная гармошка (1969—1988, 1996—2002, 2010—наши дни)
- Боб Сибенберг — ударные (1973—1988, 1996—2002, 2010—наши дни)
- Джон Хеллиуэл — деревянные духовые инструменты, клавишные, бэк-вокал (1973—1988, 1996—2002, 2010—наши дни)
- Карл Верхейен — гитара, перкуссия, бэк-вокал (1985—1986, 1996—2002, 2010—наши дни)
- Марк Харт — вокал, клавишные, гитара (1985—1988, 1996—2002, 2015—наши дни)
- Клифф Хьюго — бас-гитара (1996—2002, 2010—наши дни)
- Ли Торнбург — тромбон, труба, клавишные, бэк-вокал (1996—2002, 2010—наши дни)
- Джесс Сибенберг — вокал, гитара, перкуссия, клавишные (1997—2002, 2010—наши дни)
- Гейб Диксон — клавишные, тамбурин, вокал (2010—наши дни)
- Кейси Миллер — бэк-вокал (2010—наши дни)

### Классический состав
- Рик Дэвис — вокал, клавишные, губная гармошка (1969—1988, 1996—2002, 2010—наши дни)
- Роджер Ходжсон — вокал, гитара, клавишные, бас-гитара (1969—1983)
- Дуги Томпсон — бас-гитара (1972—1988)
- Джон Хеллиуэл — деревянные духовые инструменты, клавишные, бэк-вокал (1973—1988, 1996—2002, 2010—наши дни)
- Боб Сибенберг — ударные (1973—1988, 1996—2002, 2010—наши дни)

### Бывшие участники
- Ричард Палмер — вокал, гитара, балалайка (1969—1971)
- Кит Бэйкер — ударные (1969—1970)
- Роберт Миллар — перкуссия, губная гармошка (1970—1971)
- Дэйв Уинтроп — деревянные духовые инструменты, вокал (1970—1973)
- Кевин Кюрри — перкуссия (1971—1973)
- Фрэнк Фаррелл — бас-гитара, клавишные, бэк-вокал (1971—1973)
- Том Уолш — перкуссия (1996—1997)

## Дискография

### Студийные альбомы
- 1970 — Supertramp
- 1971 — Indelibly Stamped
- 1974 — Crime of the Century
- 1975 — Crisis? What Crisis?
- 1977 — Even in the Quietest Moments
- 1979 — Breakfast in America
- 1982 — …Famous Last Words…
- 1985 — Brother Where You Bound
- 1987 — Free as a Bird
- 1997 — Some Things Never Change[2]
- 2002 — Slow Motion

### Концертные альбомы
- 1980 — Paris (2 LP)
- 1986 — The Autobiography of Supertramp
- 1988 — Live ’88
- 1999 — It Was the Best of Times
- 2001 — Is Everybody Listening?
- 2010 — 70-10 Tour

### Сборники
- 1986 — The Autobiography of Supertramp
- 1990 — The Very Best of Supertramp
- 1992 — The Very Best of Supertramp 2
- 2005 — Retrospectacle — The Supertramp Anthology
- 2021 — The Platinum Collection